# 織本五郎清健
織本 五郎清健（おりもと　ごろうきよたけ、不明 - ）は、日本の実業家。ドワンゴ所属。リド取締役。

## その他
西村博之著書、「働き方完全無双」にて同僚として名前が取り上げられた。